# Моатаз, Айя
Айя Моатаз (араб. اياه مواتاز‎; англ. Ayah Moaataz; род. 15 марта 1997) — египетская шахматистка, международный мастер среди женщин (2013).

## Биография
В 2012 году поделила второе мести на юношеском чемпионате Африки по шахматам среди девушек в возрастной группе U16/U18. В 2013 году в Тунисе была второй на индивидуальном чемпионате Африки по шахматам среди женщин. В 2014 году в Каире победила на чемпионате Египта по шахматам среди женщин.
В 2015 году в Сочи дебютировала на чемпионате мира по шахматам среди женщин, где в первом туре проиграла Хампи Конеру.
Представляла Египет на шахматной олимпиаде (2014) и на командном чемпионате мира по шахматам (2015). В командном турнире по шахматам среди женщин Панарабских игр участвовала в 2011 году и в командном зачете завоевала бронзовую (2011) медаль.